# 2-й Київський державний медичний інститут
Другий київський державний медичний інститут, у 1931—1936 роках також Київський виробничо-медичний інститут — освітня медична установа в Києві, що існувала впродовж 1931—1944 років. У 1941—1943 роках інститут було евакуйовано до Челябінська, а 1944 року на його базі був створений Чернівецький медичний інститут.

## Київський виробничо-медичний інститут
Виробничо-медичний інститут було створено 1931 року на базі 1-ї Робітничої лікарні Києва (до того — Єврейська лікарня, пізніше — Київська обласна клінічна лікарня № 1) по вулиці 9 січня, 1. Студентами були практикуючі лікарі без диплому — фельдшери та медсестри, переважно співробітники цієї ж лікарні, а також Жовтневої лікарні, поліклінік, Інституту материнства і дитинства. Навчання відбувалося без відриву від виробництва. Директором було призначено гінеколога кандидата медичних наук Миколу Георгійовича Окропаридзе. Протягом 1931 року за 3 набори було прийнято майже 240 студентів, а за 2 набори 1932 року — ще по 200 студентів. 1934 року диплом отримали 42 лікарі, 1935 — 34 лікарі. Кафедрами завідували керівники відділень 1-ї лікарні, заняття теоретичних кафедр проводили в клінічних лабораторіях.

## 2-й Київський медінститут
1936 року заклад перетворено на повноправний медичний інститут. Для цього новому інституту було виділено 350 тисяч рублів на дообладнання кафедр і лабораторій, а також 500 тисяч на придбання чотирьох нових приміщень.
Директором інституту призначили кандидата медичних наук М. Є. Лиманського. У відділеннях лікарні було розгорнуто 16 клінічних кафедр.
У 1940 році в інституті навчалися 1618 студентів, було випущено 245 лікарів.

### Кафедри та завідувачі
- Василь Чаговець, нормальної фізіології
- Вадим Іванов, факультетської терапії
- Іван Іщенко, загальної хірургії
- Олександра Смирнова-Замкова, патологічної анатомії
- Г.С. Барг, мікробіології
- Борис Падалка, інфекційних хвороб
- Володимир Лазарев, неврології
- Петро Баранник, кафедра загальної гігієни
- Іван Базилевич, госпітальної терапії
- Олександр Берлянд, пропедевтики внутрішніх хвороб
- Олександр Ольшанецький, акушерства і гінекології
- Борис Городинський, госпітальної хірургії
- Віра Балабан, дитячих хвороб
- С. І. Радченко, соцгігієни
- Є. І. Левін, дерматовенерології
- Я. Г. Замковський, очних хвороб
- Володимир Кибальчич, анатомії
- Петро Шидловський, топографічної анатомії
- Р.А. Димшіц, патофізіології
- Борис Колдаєв, біохімії
- Ф.І. Гейліх, фармакології
- Яків Шварцберг, отоларінгології (у військовому госпіталі)
- Ілля Зайченко, ортопедії та травматології (у Інституті травматології та ортопедії)

## Німецько-радянська війна та відновлення в Чернівцях
З початком німецької війни Другий медичний інститут у липні 1941 року було евакуйовано до Харкова. Тут у серпні 1941 року його було об'єднано з Першим київським медичним інститутом у Київський об'єднаний медичний інститут. Цей заклад надалі евакуювали до Челябінська, в приміщення по вулиці Комуни, 35, де він працював до кінця 1943 року. У грудні 1943 року Перший київський медінститут розпочав роботу в Києві. Натомість діяльність Другого київського медінституту не відновлювали. У вересні 1944 року на прохання місцевої влади Чернівців створювався медичний інститут у цьому місті. Оскільки установчих документів і печатки цей інститут не мав, то в жовтні 1944 року було відновлено роботу «Другого київського медичного інституту в місті Чернівцях».
На початку інститут складався з єдиного лікувального факультету. Тимчасовим директором було призначено Євгена Кефелі, його заступником та завідувачем кафедри гістології — Михайла Сидоровича Шульгу. На навчання на першому курсі було прийнято понад 300 осіб, переважно дівчат. З грудня 1944 року інститут одержав нову назву: Чернівецький державний медичний інститут. У незалежній Україні він був перетворений на Буковинський державний медичний університет.